# Liberianisch-osttimoresische Beziehungen
Die Liberianisch-osttimoresischen Beziehungen beschreiben das zwischenstaatliche Verhältnis zwischen Liberia und Osttimor. 

## Geschichte
Liberia ist Mitglied der g7+-Staaten, bei denen Osttimor eine führende Rolle spielt. Im Rahmen einer g7+-Konferenz besuchte die osttimoresische Ministerin Emília Pires 2011 Monrovia. Beide Staaten gehören zur Gruppe der 77, zur AKP-Gruppe und zur Bewegung der Blockfreien Staaten.
2014 stellte Osttimor den Staaten Sierra Leone, Guinea und Liberia zwei Millionen US-Dollar für die Bekämpfung der Ebolafieber-Epidemie zur Verfügung.

## Diplomatie
Die beiden Staaten verfügen über keine diplomatische Vertretungen im jeweils anderen Land.

## Wirtschaft
Für 2018 gibt das Statistische Amt Osttimors keine Handelsbeziehungen zwischen Osttimor und Liberia an.